# Acontia margaritata
Acontia margaritata là một loài bướm đêm trong họ Noctuidae.